# Nikodem (Kułygin)
Nikodem, imię świeckie Wiktor Wiktorowycz Kułygin (ur. 10 grudnia 1968 w Ciurupińsku) – ukraiński biskup prawosławny, służący w jurysdykcji Kościoła Prawosławnego Ukrainy.

## Życiorys
Urodził się w Ciurupińsku (obecnie Aleszki) w obwodzie chersońskim, w rodzinie wojskowego. Ze względu na służbę pełnioną przez ojca, uczęszczał do szkół w obwodzie iwanofrankowskim. Był wyróżniającym się uczniem; brał udział w republikańskich olimpiadach z matematyki, szkołę średnią ukończył ze złotym medalem. W 1986 r. rozpoczął studia w Moskiewskim Instytucie Fizyczno-Technicznym, które ukończył w 1992 r. z wyróżnieniem. W tym samym roku zamieszkał w Chersoniu, gdzie został hipodiakonem biskupa chersońskiego i taurydzkiego Hilariona. Od tegoż hierarchy otrzymał święcenia diakońskie (15 sierpnia 1993 r.) i kapłańskie (27 lutego 1994 r.). W celu uzupełnienia wykształcenia teologicznego, został skierowany do seminarium duchownego w Kijowie, które ukończył w 1997 r. Jednocześnie pełnił funkcję sekretarza eparchii chersońskiej. W latach 1997–2003 niósł posługę w eparchii donieckiej jako duchowny soboru katedralnego w Doniecku, zarządca kancelarii eparchii i osobisty sekretarz arcybiskupa (później metropolity) Hilariona. W 2005 r. powrócił do eparchii chersońskiej, gdzie w latach 2007–2019 był duchownym soboru katedralnego w Chersoniu.
Na początku 2019 r. przeszedł z Ukraińskiego Kościoła Prawosławnego Patriarchatu Moskiewskiego do Kościoła Prawosławnego Ukrainy. W nowej jurysdykcji został rzecznikiem prasowym eparchii chersońskiej, pełnił też posługę w soborze katedralnym tejże administratury. 3 października 2019 r. wstąpił do kijowskiego monasteru św. Michała Archanioła o Złotych Kopułach, gdzie 15 listopada tegoż roku złożył wieczyste śluby mnisze z imieniem Nikodem, ku czci św. Nikodema Pieczerskiego.
Postanowieniem Świętego Synodu – na wniosek emerytowanego arcybiskupa chersońskiego i taurydzkiego Damiana, p.o. ordynariusza eparchii chersońskiej arcybiskupa symferopolskiego i krymskiego Klemensa oraz duchowieństwa eparchii – został wybrany 19 listopada 2019 r. biskupem geniczeskim, wikariuszem eparchii chersońskiej. Chirotonia biskupia odbyła się 4 grudnia 2019 r. w soborze św. Michała Archanioła o Złotych Kopułach w Kijowie, pod przewodnictwem metropolity kijowskiego i całej Ukrainy Epifaniusza.
21 sierpnia 2020 r. został ordynariuszem eparchii chersońskiej.